# Kaniówka (Białka Tatrzańska)
Kaniówka – część wsi Białka Tatrzańska w Polsce, położona w województwie małopolskim, w powiecie tatrzańskim, w gminie Bukowina Tatrzańska,
W latach 1975–1998 Kaniówka administracyjnie należała do województwa nowosądeckiego.